# منبوذ (شخص)
المنبوذ (بالإنجليزية: Outcast)‏ هو الشخص الذي لقي رفض أو «يتم رفضه وتجاهله»، سواء من عائلته أو المجتمع،  أو في بعض الحالات يتم إستبعاده وينظرون إليه باحتقار، أو تجاهلها. في اللغة العربية، كلمة المَنْبوذ هي اسم المفعول من الفعل الثلاثي نبَذَ ويتم تعريف المنبوذ علي إنه أي شخص لا يتلاءم مع المجتمع العادي، مما قد يساهم في الشعور بالعزلة.

## تاريخ

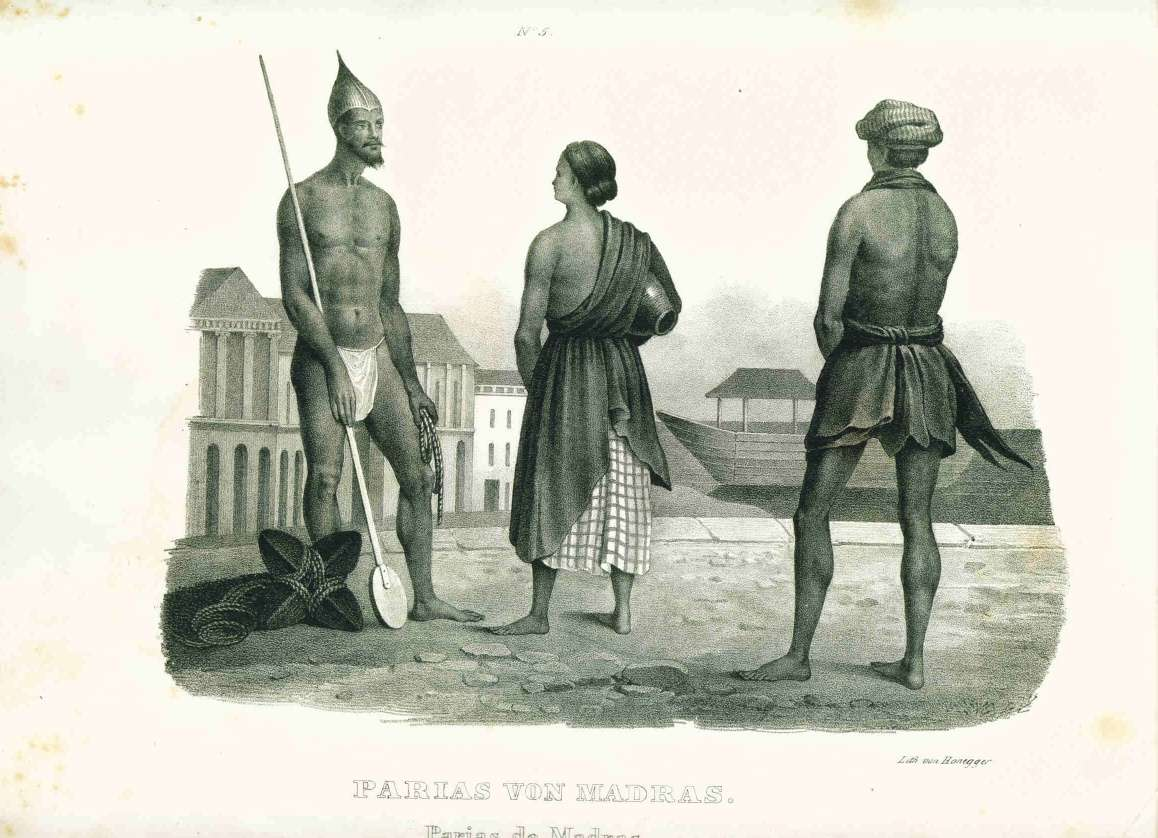
منبوذون من مدراس نقش ألماني يعود إلي عام 1870

في اليونان القديمة، كان لدى الأثينيين إجراء يُعرف باسم «الأوستراكية» حيث يمكن لجميع المواطنين كتابة اسم شخص على قطعة من الفخار المكسور (تسمى الأوستراكا) ووضعها في وعاء كبير في مكان عام. إذا تم كتابة اسم الفرد، وظهر أن الشخص حصل علي أصوات كثيرة يتم «نبذه» - ونفيه من المدينة لمدة عشر سنوات. كان هذا يُمارس عادة ضد الأفراد الذين تصرفوا بطريقة تسيء إلى المجتمع.

## المنفيين
الـنفي كلمة نفي في اللعة العربية مشتقة من الفعل نفَى فيقلون نُفي فلانًا أي نحّاه وأبعده، حكم عليه بالطّرد خارج بلاده والإقامة الجبريَّة في بلدٍ آخر، في حين يتم رفض الإذن بالعودة صراحة أو التهديد بالسجن أو الموت عند العودة. يمكن أن يكون شكلاً من أشكال العقاب. يمكن أن يكون النفى أيضًا خروجًا عن الوطن. يمكن أن يكون النفي الذاتي احتجاجًا من قبل الشخص الذي يدعي ذلك، أو تم القيام به لتجنب الاضطهاد أو المسائل القانونية (ضرائب أو ادعاءات جنائية أو غير ذلك)، من خلال العار أو التوبة، أو عزل نفسه من أجل تكريس وقت لشيء معين. تنص المادة 9 من الإعلان العالمي لحقوق الإنسان  على أنه «لا يجوز القبض على أحد أو حجزه أو نفيه تعسفاً».

## في الكتاب المقدس
في العهد القديم، تم طرد إسماعيل، ابن إبراهيم، بعد ولادة إسحاق، أخيه غير الشقيق، الذي يعتبر جد بني إسرائيل. فيقول سفر التكوين في الأصحاح 16 الآية 12 من الكتاب المقدس بحياة إسماعيل كمنبوذ فيقول: «وَإِنَّهُ يَكُونُ إِنْسَانًا وَحْشِيًّا، يَدُهُ عَلَى كُلِّ وَاحِدٍ، وَيَدُ كُلِّ وَاحِدٍ عَلَيْهِ، وَأَمَامَ جَمِيعِ إِخْوَتِهِ يَسْكُنُ» 

## روابط خارجية
- علم الحيوان المجرد
- wandervogel
- تعريف الاحتكاك
- الشعر المنبوذ والحسابات 1
- ostracon of Thebes @ digitalegypt
- Search.ku.dk
- Wku.edu
- People.wku.edu
- Stlawu.edu
- Openlibrary.org
- Booksfactory.com